# Carduiceps meinertzhageni
Carduiceps meinertzhageni är en insektsart som beskrevs av Günter Timmermann 1954. Carduiceps meinertzhageni ingår i släktet tigerlöss, och familjen fjäderlöss. Arten är reproducerande i Sverige.